# بيتر دويغ
بيتر دويغ (بالإنجليزية: Peter Doig)‏ هو رسام بريطاني، ولد في 17 أبريل 1959 في إدنبرة في المملكة المتحدة.

## وصلات خارجية
- بيتر دويغ على موقع مونزينجر (الألمانية)
- بيتر دويغ على موقع ديسكوغز (الإنجليزية)